# Pinalia polyura
Pinalia polyura là một loài phong lan.

## Hình ảnh

- Tập tin:Pinalia polyura (Ronny Boos).jpg